# 29. Primetime Emmy-gála
A 29. Primetime Emmy-gála során az 1976 és 1977 között főműsoridőben bemutatott, amerikai televíziós programokat értékelték. A jelölteket az Academy of Television Arts & Sciences választotta ki. A Los Angeles-i Pasadena Civic Auditoriumben tartott ceremóniát az NBC tűzte műsorra 1977. szeptember 11-én. A műsor házigazdái Angie Dickinson és Robert Blake voltak. A díjat ezután egészen 1997-ig minden évben a Pasadena Civic Auditoriumban tartották

## Győztesek és jelöltek
A nyertesek félkövérrel jelölve.

### Műsorok
| Legjobb vígjátéksorozat | Legjobb drámasorozat |
| --- | --- |
| - The Mary Tyler Moore Show (CBS) - All in the Family (CBS) - Barney Miller (ABC) - The Bob Newhart Show (CBS) - MASH (CBS)                                      | - Upstairs, Downstairs (PBS) - Baretta (ABC) - Columbo (NBC) - Family (ABC) - Police Story (NBC) |
| Legjobb varieté szkeccssorozat | Legjobb varieté különkiadás |
| - Van Dyke and Company (NBC) - The Carol Burnett Show (CBS) - Evening at Pops (PBS) - Muppet Show (szindikált sugárzás) - Saturday Night (NBC)                   | - The Barry Manilow Special(ABC) - Neil Diamond: Love at the Greek (NBC) - The Shirley MacLaine Special: Where Do We Go from Here? (CBS) - Sills and Burnett at the Met (CBS) - World of Magic (NBC) |
| Legjobb tévéfilm | Legjobb minisorozat |
| - Eleanor and Franklin: The White House Years (ABC) - Sybil (NBC) - A borzalom 21 órája (ABC) - Harry S. Truman: Plain Speaking (PBS) - Támadás Entebbénél (NBC) | - Gyökerek (ABC) - The Adams Chronicles (PBS) - Captains and the Kings (NBC) - Madame Bovary (PBS) - The Moneychangers (NBC)                                                                         |

### Színészek

#### Főszereplők
| Legjobb férfi főszereplő (vígjátéksorozat) | Legjobb női főszereplő (vígjátéksorozat) |
| --- | --- |
| - Carroll O'Connor (Archie Bunker) - All in the Family (CBS) - Jack Albertson (Ed Brown) - Chico and the Man (NBC) - Alan Alda (Hawkeye Pierce) - MASH (CBS) - Hal Linden (Barney Miller) - Barney Miller (ABC) - Henry Winkler (Arthur "Fonzie" Fonzarelli) - Happy Days (ABC)                                                                                   | - Bea Arthur (Maude Findlay) - Maude (CBS) (Epizód: "Maude's Desperate Hours") - Valerie Harper (Rhoda Morgenstern) - Rhoda (CBS) - Mary Tyler Moore (Mary Richards) - The Mary Tyler Moore Show (CBS) - Suzanne Pleshette (Emily Hartley) - The Bob Newhart Show (CBS) - Jean Stapleton (Edith Bunker) - All in the Family (CBS)      |
| Legjobb férfi főszereplő (drámasorozat) | Legjobb női főszereplő (drámasorozat) |
| - James Garner (Jim Rockford) - Rockford nyomoz (NBC) (Epizód: "So Help Me God") - Robert Blake (Tony Baretta) - Baretta (ABC) - Peter Falk (Columbo) - Columbo (NBC) - Jack Klugman (Dr. Quincy) - Quincy, M.E. (NBC) - Karl Malden (Mike Stone) - San Francisco utcáin (ABC)                                                                                    | - Lindsay Wagner (Jaime Sommers) - The Bionic Woman (ABC) (Epizód: "Deadly Ringer") - Angie Dickinson (Suzanne "Pepper" Anderson) - Police Woman (NBC) - Kate Jackson (Sabrina Duncan) - Charlie angyalai (ABC) - Michael Learned (Olivia Walton) - The Waltons (CBS) - Sada Thompson (Kate Lawrence) - Family (ABC)                   |
| Legjobb férfi főszereplő (tévéfilm) | Legjobb női főszereplő (tévéfilm) |
| - Ed Flanders (Harry S. Truman) - Harry S. Truman: Plain Speaking (PBS) - Peter Boyle (Joseph Raymond McCarthy) - Tail Gunner Joe (NBC) - Peter Finch (Yitzhak Rabin) - Támadás Entebbénél (NBC) - Edward Herrmann (Franklin D. Roosevelt) - Eleanor and Franklin: The White House Years (ABC) - George C. Scott (A szörnyeteg) - A szépség és a szörnyeteg (NBC) | - Sally Field (Sybil) - Sybil (NBC) - Jane Alexander (Eleanor Roosevelt) - Eleanor and Franklin: The White House Years (ABC) - Susan Clark (Amelia Earhart) - Amelia Earhart (NBC) - Julie Harris (Mary Todd Lincoln) - The Last of Mrs. Lincoln (PBS) - Joanne Woodward (Dr. Cornelia Wilbur) - Sybil (NBC)                           |
| Legjobb férfi főszereplő (minisorozat) | Legjobb női főszereplő (minisorozat) |
| - Christopher Plummer (Roscoe Heyward) - The Moneychangers (NBC) - Stanley Baker (Gwilym Morgan) - How Green Was My Valley (PBS) - Richard Jordan (Joseph Armagh) - Captains and the Kings (NBC) - Steven Keats (Jay Blackman) - Seventh Avenue (NBC) | - Patty Duke (Bernadette Hennessey Armagh) - Captains and the Kings (NBC) - Dori Brenner (Rhoda Gold Blackman) - Seventh Avenue (NBC) - Susan Flannery (Margot Bracken) - The Moneychangers (NBC) - Eva Marie Saint (Katherine Macahan) - How the West Was Won (ABC) - Jane Seymour (Marjorie Chisholm) - Captains and the Kings (NBC) |

#### Mellékszereplők
| Legjobb férfi mellékszereplő (vígjátéksorozat) | Legjobb női mellékszereplő (vígjátéksorozat) |
| --- | --- |
| - Gary Burghoff (Radar O'Reilly) - MASH (CBS) - Ed Asner (Lou Grant) - The Mary Tyler Moore Show (CBS) - Ted Knight (Ted Baxter) - The Mary Tyler Moore Show (CBS) - Harry Morgan (Sherman T. Potter) - MASH (CBS) - Abe Vigoda (Phil Fish) - Barney Miller (ABC)                                                                                 | - Mary Kay Place (Loretta Haggers) - Mary Hartman, Mary Hartman (szindikált sugárzás) - Georgia Engel (Georgette Franklin) - The Mary Tyler Moore Show (CBS) - Julie Kavner (Brenda Morgenstern) - Rhoda (CBS) - Loretta Swit (Margaret Houlihan) - MASH (CBS) - Betty White (Sue Ann Nivens) - The Mary Tyler Moore Show (CBS)                         |
| Legjobb férfi mellékszereplő (drámasorozat) | Legjobb női mellékszereplő (drámasorozat) |
| - Gary Frank (Willie Lawrence) - Family (ABC) (Epizód: “Lovers and Strangers”) - Noah Beery Jr. (Joseph "Rocky" Rockford) - Rockford nyomoz (NBC) - David Doyle (John Bosley) - Charlie angyalai (ABC) - Tom Ewell (Billy Truman) - Baretta (ABC) - Will Geer (Zebulon Walton) - The Waltons (CBS)                                                | - Kristy McNichol (Letitia Lawrence) - Family (ABC) - Meredith Baxter (Nancy Lawrence Maitland) - Family (ABC) - Ellen Corby (Esther Walton) - The Waltons (CBS) - Lee Meriwether (Betty Jones) - Barnaby Jones (CBS) - Jacqueline Tong (Daisy) - Upstairs, Downstairs (PBS)                                                                            |
| Legjobb férfi mellékszereplő (különkiadás) | Legjobb női mellékszereplő (különkiadás) |
| - Burgess Meredith (Joseph Welch) - Tail Gunner Joe (NBC) - Martin Balsam (Daniel Cooper) - Támadás Entebbénél (NBC) - Mark Harmon (Robert Dunlap) - Eleanor and Franklin: The White House Years (ABC) - Yaphet Kotto (Idi Amin Dada) - Támadás Entebbénél (NBC) - Walter McGinn (Louis Howe) - Eleanor and Franklin: The White House Years (ABC) | - Diana Hyland (Mickey Lubitch) - The Boy in the Plastic Bubble (ABC) - Ruth Gordon (Cecilia Weiss) - The Great Houdini (ABC) - Rosemary Murphy (Sara Delano Roosevelt) - Eleanor and Franklin: The White House Years (ABC) - Patricia Neal (Margaret Chase Smith) - Tail Gunner Joe (NBC) - Susan Oliver (Neta Snook "Snookie") - Amelia Earhart (NBC) |
| Legjobb férfi mellékszereplő (variatésorozat) | Legjobb női mellékszereplő (variatésorozat) |
| - Tim Conway - The Carol Burnett Show (CBS) - John Belushi - Saturday Night (NBC) - Chevy Chase - Saturday Night (NBC) - Harvey Korman - The Carol Burnett Show (CBS) - Ben Vereen - The Bell Telephone Jubilee (NBC) | - Rita Moreno - Muppet Show (szindikált sugárzás) - Vicki Lawrence - The Carol Burnett Show (CBS) - Gilda Radner - Saturday Night (NBC) |

#### Egyedülálló alakítások
| Kiemelkedő egyedülálló alakítás férfi főszereplőtől | Kiemelkedő egyedülálló alakítás női főszereplőtől |
| --- | --- |
| - Louis Gossett Jr. (Hegedűs) - Gyökerek (ABC) (Epizód: "4. rész") - John Amos (Toby) - Gyökerek (ABC) (Epizód: "5. rész") - LeVar Burton (Kunta Kinte) - Gyökerek (ABC) (Epizód: "1. rész") - Ben Vereen ("Chicken" George Moore) - Gyökerek (ABC) (Epizód: "6. rész")                                                                             | - Beulah Bondi (Martha Corinne Walton) - The Waltons (CBS) (Epizód: "The Pony Cart") - Susan Blakely (Julie Prescott) - Rich Man, Poor Man Book II (ABC) (Epizód: "Chapter 1") - Madge Sinclair (Bell Reynolds) - Gyökerek (ABC) (Epizód: "4. rész") - Leslie Uggams (Kizzy Reynolds) - Gyökerek (ABC) (Epizód: "6. rész") - Jessica Walter (Maggie Jarris / Mrs. Reston / Mrs. McCluskey) - San Francisco utcáin (ABC) (Epizód: "Míg a halál el nem választ") |
| Legjobb vendégszínész | Legjobb vendégszínésznő |
| - Edward Asner (Davies) - Gyökerek (ABC) (Epizód: "1. rész") - Charles Durning (Billy Rice) - Captains and the Kings (NBC) (Epizód: "Chapter 2") - Moses Gunn (Kintango) - Gyökerek (ABC) (Epizód: "1. rész") - Robert Reed (Dr. William Reynolds) - Gyökerek (ABC) (Epizód: "5. rész") - Ralph Waite (Slater) - Gyökerek (ABC) (Epizód: "1. rész") | - Olivia Cole (Mathilda) - Gyökerek (ABC) (Epizód: "8. rész") - Sandy Duncan (Missy Anne Reynolds) - Gyökerek (ABC) (Epizód: "5. rész") - Eileen Heckart (Flo Meredith) - The Mary Tyler Moore Show (CBS) (Epizód: "Lou Proposes") - Cicely Tyson (Binta) - Gyökerek (ABC) (Epizód: "1. rész") - Nancy Walker (Ida Morgenstern) - Rhoda (CBS) (Epizód: "The Separation")                                                                                       |

### Rendezők
| Legjobb rendező (vígjátéksorozat) | Legjobb rendező (drámasorozat) |
| --- | --- |
| - MASH (CBS) (Epizód: "Dear Sigmund") – Alan Alda - All in the Family (CBS) (Epizód: "The Draft Dodger") – Paul Bogart - MASH (CBS) (Epizód: "Lt. Radar O'Reilly") – Alan Rafkin - MASH (CBS) (Epizód: "The Nurses") – Joan Darling - The Mary Tyler Moore Show (CBS) (Epizód: "The Last Show") – Jay Sandrich | - Gyökerek (ABC) (Epizód: "1. rész") – David Greene - The Adams Chronicles (PBS) (Epizód: "John Quincy Adams: President") – Fred Coe - Gyökerek (ABC) (Epizód: "2. rész") – John Erman - Gyökerek (ABC) (Epizód: "3. rész") – Marvin J. Chomsky - Gyökerek (ABC) (Epizód: "6. rész") – Gilbert Moses          |
| Legjobb rendező (varietésorozat) | Legjobb rendező (varieté különkiadás) |
| - The Carol Burnett Show (CBS) (Epizód: "Eydie Gormé") – Dave Powers - Saturday Night (NBC) (Epizód: "Paul Simon") – Dave Wilson - Van Dyke and Company (NBC) (Epizód: "John Denver") – John Moffitt | - America Salutes Richard Rodgers: The Sound of His Music (CBS) – Dwight Hemion - The Barry Manilow Special (ABC) – Steve Binder - The Shirley MacLaine Special: Where Do We Go from Here? (CBS) – Tony Charmoli - Sills and Burnett at the Met (CBS) – Dave Powers - World of Magic (NBC) – Walter C. Miller |
| Legjobb különkiadás | |
| - Eleanor and Franklin: The White House Years (ABC) – Daniel Petrie - Helter Skelter - A pokol csúszdája (CBS) – Tom Gries - Judge Horton and the Scottsboro Boys (NBC) – Fielder Cook - Támadás Entebbénél (NBC) – Irvin Kershner - Tail Gunner Joe (NBC) – Jud Taylor                                        | |

### Forgatókönyvírók
| Legjobb forgatókönyv (vígjátéksorozat) | Legjobb forgatókönyv (drámasorozat) |
| --- | --- |
| - The Mary Tyler Moore Show (CBS) (Epizód: "The Last Show") – James L. Brooks, Allan Burns, Ed. Weinberger, Stan Daniels, David Lloyd, Bob Ellison - Barney Miller (ABC) (Epizód: "Quarantine, Part 2") – Tony Sheehan, Danny Arnold - MASH (CBS) (Epizód: "Dear Sigmund") – Alan Alda - The Mary Tyler Moore Show (CBS) (Epizód: "Mary Midwife") – David Lloyd - The Mary Tyler Moore Show (CBS) (Epizód: "Ted's Change of Heart") – Earl Pomerantz | - Gyökerek (ABC) (Epizód: "2. rész") – Ernest Kinoy, William Blinn - The Adams Chronicles (PBS) (Epizód: "Charles Francis Adams: Minister to Great Britain") – Roger O. Hirson - The Adams Chronicles (PBS) (Epizód: "John Quincy Adams: President") – Tad Mosel - Gyökerek (ABC) (Epizód: "5. rész") – James Lee - Gyökerek (ABC) (Epizód: "8. rész") – M. Charles Cohen |
| Legjobb forgatókönyv (varieté különkiadás) | Legjobb forgatókönyv (varietésorozat) |
| - America Salutes Richard Rodgers: The Sound of His Music (CBS) - The Barry Manilow Special (ABC) - An Evening with Diana Ross (NBC) - John Denver and Friend (ABC) - Sills and Burnett at the Met (CBS) | - Saturday Night (NBC) (Epizód: "Sissy Spacek") - The Carol Burnett Show (CBS) (Epizód: "Eydie Gormé") - Muppet Show (szindikált sugárzás) (Epizód: "Paul Williams") - Saturday Night (NBC) (Epizód: "Elliott Gould") - Van Dyke and Company (NBC) (Epizód: "John Denver")                                                                                                |
| Legjobb eredeti forgatókönyv | Legjobb adaptált forgatókönyv |
| - Tail Gunner Joe (NBC) – Lane Slate - The Boy in the Plastic Bubble (ABC) – Joe Morgenstern, Douglas Day Stewart - Eleanor and Franklin: The White House Years (ABC) – James Costigan - Támadás Entebbénél (NBC) – Barry Beckerman - Győzelem Entebbénél (ABC) – Ernest Kinoy | - Sybil (NBC) – Stewart Stern - A Circle of Children (CBS) – Steve Gethers - Harry S. Truman: Plain Speaking (PBS) – Carol Sobieski - Judge Horton and the Scottsboro Boys (NBC) – John McGreevey - A vasálarcos férfi (NBC) – William Bast |

## Fordítás
- Ez a szócikk részben vagy egészben  a(z)   29th Primetime Emmy Awards című angol Wikipédia-szócikk fordításán alapul.  Az eredeti cikk szerkesztőit annak laptörténete sorolja fel. Ez a jelzés csupán a megfogalmazás eredetét és a szerzői jogokat jelzi, nem szolgál a cikkben szereplő információk forrásmegjelöléseként.